# Minecraft Earth
Minecraft Earth was een gratis te spelen augmented reality-spel (AR), ontwikkeld door Mojang Studios. Minecraft Earth was te spelen op iOS, iPadOS en Android. Het spel werd uitgebracht door Xbox Game Studios en werd beschikbaar als early access op 17 oktober 2019. Ontwikkelaar Mojang voerde de laatste update uit in januari 2021. Op 30 juni 2021 ging het spel definitief offline.

## Ontwerp
Minecraft Earth was een AR-game, dit houdt in dat het een spel was, waarin de speler de echte wereld zag, maar er dingen waren toegevoegd als mobs en blocks. De toevoegingen in het spel leken erg op de Java- en Bedrock-versie van Minecraft. De game was gebouwd op dezelfde engine als de Bedrock-versie. Om de game te spelen was een Xbox live-account nodig, wat bijvoorbeeld ook nodig is om online te spelen op Minecraft Pocket Edition. De ontwikkelaars hadden aangekondigd om de Nether- en End-dimensies toe te voegen, zoals op de andere platformen eerder al was gedaan, maar dit is echter nooit gebeurd. Men vond Minecraft Earth lijken op Pokemon Go, ook een AR-game.

## Gameplay
In Minecraft Earth was het mogelijk om blokken op ware grootte te plaatsen. De speler speelde met een personage dat men kon aanpassen door op de Minecraft Marktplaats andere skins te kopen. De speler kon rondlopen in een wereld en items oppakken of kisten openen die binnen zijn bereik lagen. Deze items waren onder andere: kisten, steen, hout, gras en bladeren.

## Buildplates
Zogeheten bouwplaten waren werelden waar alleen of met uitgenodigde spelers kon worden gebouwd op een plot die varieerden qua grootte t/m circa 60 meter (ongeveer 60 blokken). Een plot kon worden uitgebreid door middel van de marktplaats, bij betaling van een bepaald aantal rubies (robijnen), het valuta van het spel of door vordering in het spel. De bouwlimiet lag op 221 blokken hoog en 3 blokken laag. In de Java-versie zijn dit 265 blokken hoog en gemiddeld 63 blokken laag. In een flat-world (platte wereld), dat kon worden geselecteerd bij het genereren van een nieuwe wereld, is de wereld 3 blokken laag (de onderste laag is gemaakt van onbreekbaar materiaal, net als in Minecraft Earth).

## Stopzetting
Het spel werd afgesloten op 30 juni 2021. Mojang beweerde dat Covid-19 ervoor gezorgd zou hebben dat vrij bewegen en samen spelen niet meer mogelijk waren. Daarom hebben ze besloten het project niet meer te financieren, vervolgens werd het spel compleet stopgezet.  Er wordt echter gespeculeerd dat Minecraft Earth nooit succesvol was geworden en dat Covid-19 simpelweg het juiste excuus was om de stekker eruit te trekken. Spelers die aankopen binnen het spel gedaan hadden zijn gecompenseerd met zogenaamde "Minecoins", waardoor ze andere items konden kopen op de Minecraft Marketplace.